# Nambu pistole
 Pistole Nambu je souhrnné označení pro řadu pistolí, které vytvořil Kijiro Nambu a které používala Japonská císařská armáda v průběhu  2. světové války. Některé z těchto pistolí se dále používaly ještě v čínské občanské válce a korejské válce.

## Typy

### Nambu Typ A
Pistole Nambu Typ A byla vyráběna od roku 1902 v ráži 8 × 22 mm Nambu. Zbraň nebyla oficiálně zavedena do armády, důstojníci si ji pořizovali soukromě.

### Nambu Typ B
Pistole Nambu Typ B byla zmenšenou verzí typu A. Zbraň byla vyráběna v ráži 7 × 20 mm Nambu od roku 1909 do roku 1929. Nikdy nebyla oficiálně zavedena do armády, důstojníci si ji pořizovali na vlastní náklady.

### Nambu Typ 14
Pistole Nambu Typ 14 byla vyráběna od roku 1926 v ráži 8 × 22 mm Nambu. Byla standardní pistolí důstojníků a stala se nejpočetnější pistolí ve výzbroji japonské armády. Vylepšená verze vyráběná v severní Číně nesla označení typ 19.

### Nambu Typ 94
Pistole Nambu typ 94 byla vyráběna od roku 1935 do roku 1945 v ráži 8 × 22 mm Nambu.